# Lónyay Menyhért
Nagylónyai és vásárosnaményi gróf (1871-ig báró) Lónyay Menyhért (Nagylónya, 1822. január 6. – Budapest, 1884. november 3.) a Lónyay családból való magyar arisztokrata politikus, publicista, k. u. k. miniszter, előbb magyar pénzügyminiszter az Andrássy-kormányban, majd az Osztrák–Magyar Monarchia közös pénzügyminisztere 1870 és 1871 között, majd a Magyar Királyság miniszterelnöke 1871-től 1872-es lemondásáig. A Magyar Tudományos Akadémia tagja, majd annak elnöke 1871-től 1884-es haláláig.

## Származása
Édesapja, Lónyay János (1796–1859) 1829-től Bereg vármegye első alispánja, valamint országgyűlési követe, 1833-tól az udvari kancellária előadó tanácsosa, 1836-tól Bihar vármegye, 1846-tól Bereg megye főispáni helytartója volt. Az 1838-as pesti árvíz idején teljhatalmú királyi biztos, majd érdemei jutalmául belső titkos tanácsos lett. Később Pest város díszpolgárává avatták. Felesége Lónyay Florenina volt, Lónyay Gábornak (1805–1885), Bereg vármegye főispánjának és báró Prónai Piroskának leánya, akitől hat gyermeke született: 
- Menyhért
- Albert (1823–1904), Ugocsa vármegye főispánja 1860–72 között
- Etelka (1824–1896), Madách Imre szerelme, Szirmay Ödön felesége
- Kálmán (1824), fiatalon elhunyt
- János (1829–1897), Máramaros vármegye főispánja 1877–94 között. 1891-től a főrendiház örökös tagja, császári és királyi huszárkapitány, a Szent István Rend kiskeresztese
- József (1836–1880), országgyűlési képviselő, császári és királyi kamarás.

## Ifjúkora és tanulmányai

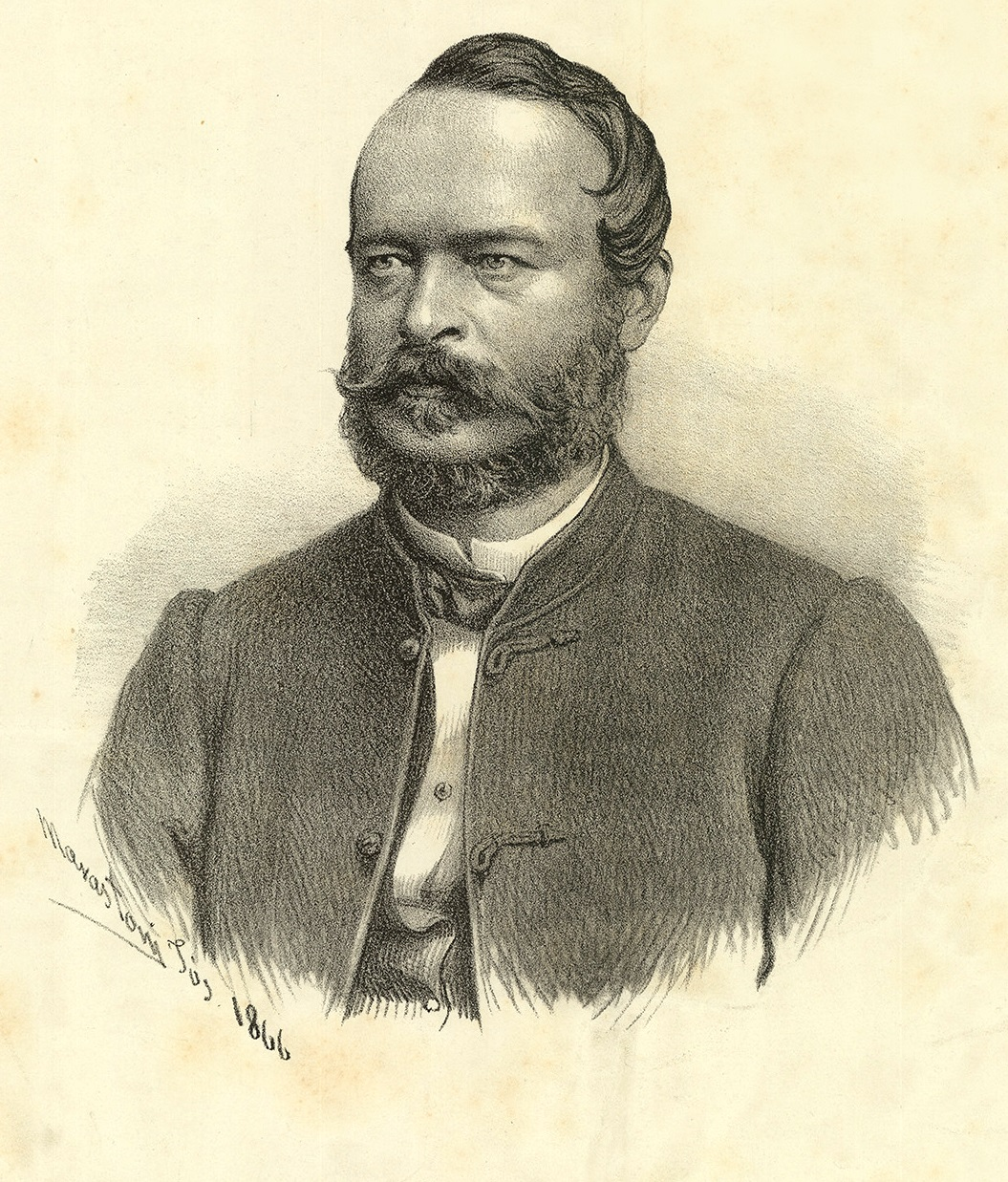
1871-ben készült metszet

Tanulmányait otthon kezdte, majd amikor családjával 1833-ban Budára költöztek, az ottani egyetemi főgimnázium (amelyet akkor a piaristák vezettek) 3. grammatikai osztályában folytatta, végül 1837-től a pesti egyetemen fejezte be. Egyetemi éveit Madách Imrével töltötte, őszinte, bizalmas barátság alakult közöttük. Néhány társukkal együtt irodalmi kört alkottak, ahol egymás írásait bírálgatták. 1839-ben bölcsészdoktorrá avatták. Iskolái végeztével Tanárky Gedeonnal és az ő testvéreivel beutazta Magyarország és Erdély nagy részét, majd nagyobb utazásokat tett külföldön, ahol közgazdasági szakismereteket szerzett. A gazdaságban és a megyei életben talált foglalkozást, és a közpályára készült.
Bereg vármegye huszonegy éves korában egyhangúlag választotta meg követévé az 1843-as országgyűlésre; a gróf Széchenyi István terveit támogató Szabadelvű Párttal szavazott. Pozsonyban országgyűlés által kiküldött Országos Kereskedelmi Választmány munkálatait szerkesztette.
1847-ben befejezte utazásait, s hazatérve azonnal nagy feltűnést keltett Hazánk anyagi érdekei című művével. Tevékeny részt vett a Szalay László, majd a Csengery Antal szerkesztése alatt megjelenő Pesti Hírlapnak. Bereg megye immáron másodszor választotta meg követéül az 1847-es országgyűlésre, ahol aktívan részt vett az 1848 áprilisi törvények megalkotásában. Az 1848 júliusában újonnan megnyílt parlamentnek haláláig tagja maradt. 1848. szeptember 5-étől 1849. augusztus 11-éig pénzügyminisztériumi tanácsos, 1849. május 6-ától augusztus 11-éig pedig a Szemere-kormány államtitkári teendők megbízottja.
A világosi fegyverletétel után ő is külföldre menekült és egy ideig Párizsban élt; a Collège de France-ban Michel Chevaliernak volt hallgatója. A király kegyelmében részesülve 1850-ben visszatért Magyarországra, ahol mezőgazdasággal és irodalommal is foglalkozott. Nagy szerepe volt hazánk pénz- és hitelintézeteinek létrehozásában. Egyik alapítója volt 1858-ban az első hazai biztosító társaságnak, később ennek az utódjának, a Pannonia Magyar Viszontbiztosító Részvénytársaságnak, amelynek elnöke lett, ugyanúgy, mint a Magyar Földhitelintézetnek gróf Dessewffy Emil együtt, kinek halála után az elnökségben a helyére lépett, és ezt a tisztséget húsz évig viselte.
A Tisza-szabályozásának ügyében – mint a Felsőszabolcsi Társulat elnöke – , s az ő indítványára összehívott 1857–58-as nagygyűléseken vitt vezérszerepet. Az Országos Gazdasági Egyletnél a közgazdasági szakosztály elnöke volt. Ezeken kívül számos vidéki egylet, takarékpénztár, iparegylet és közhasznú vállalatok is neki köszönhetik létrejöttjüket.
Kiváló szerepe volt a protestáns egyház ügyeinek vezetése és érdekeinek megóvása között. A hírhedt Thun-féle pátens idejében egyike volt a legelsőknek, kik bátor szót emeltek a protestáns hitfelekezetek önkormányzati jogai érdekében, és az akkori rendőrfőnök, Josef Prottmann, az ebben az ügyben küzdő egyházi lapot éppen Lónyay cikke miatt foglalta le. E buzgalmáért tisztelő hitsorsosai 1860-ban a békés-bánáti református egyházmegye gondnokává, 1870-ben pedig a dunamelléki superintendentia főgondnokává választották.

## Politikai pályája

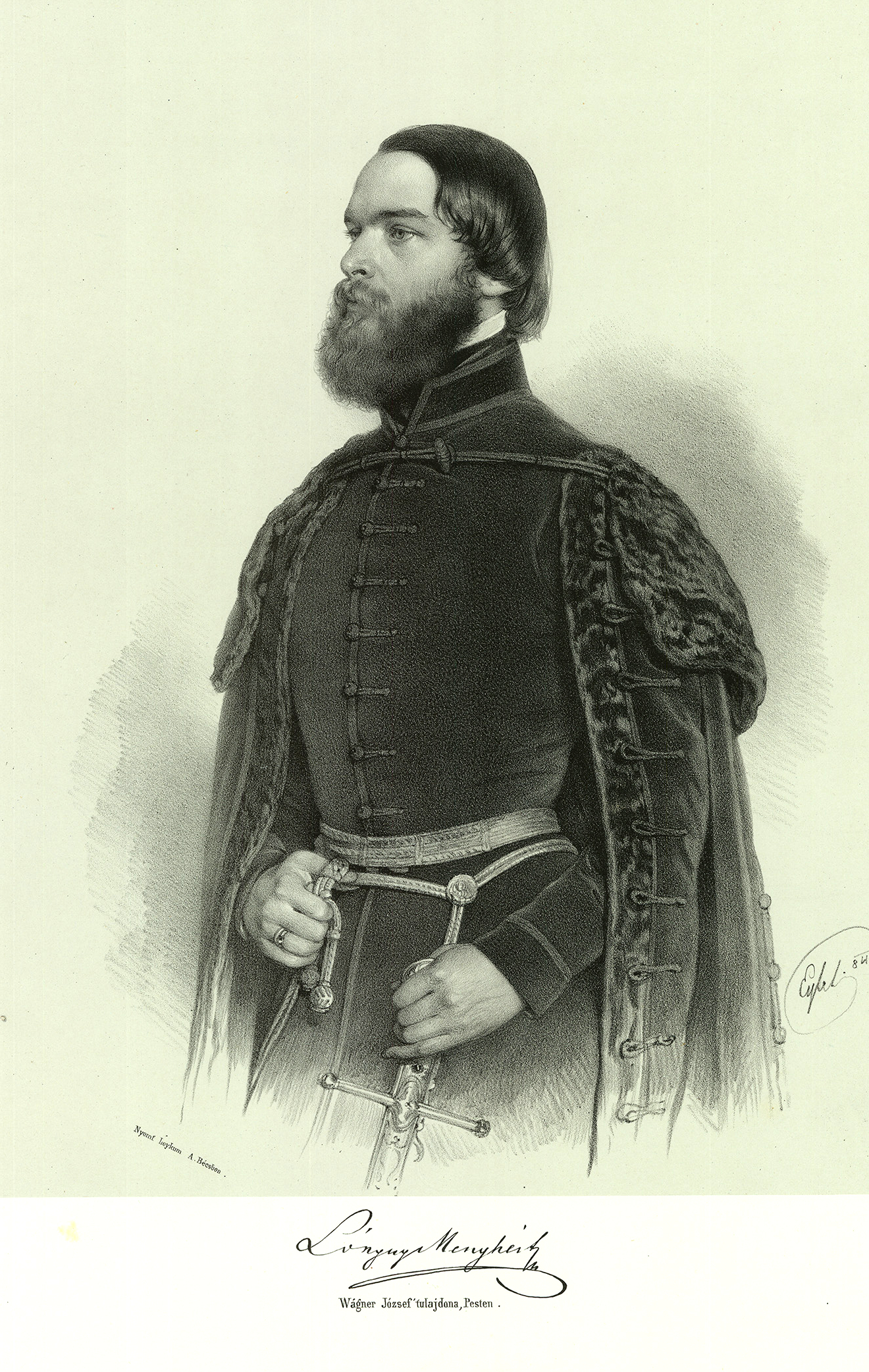
Lónyay Menyhért (1848)

1843-ban választották először országgyűlési képviselővé. 1849-ben Szemere Bertalan kormányának pénzügyi államtitkára volt.

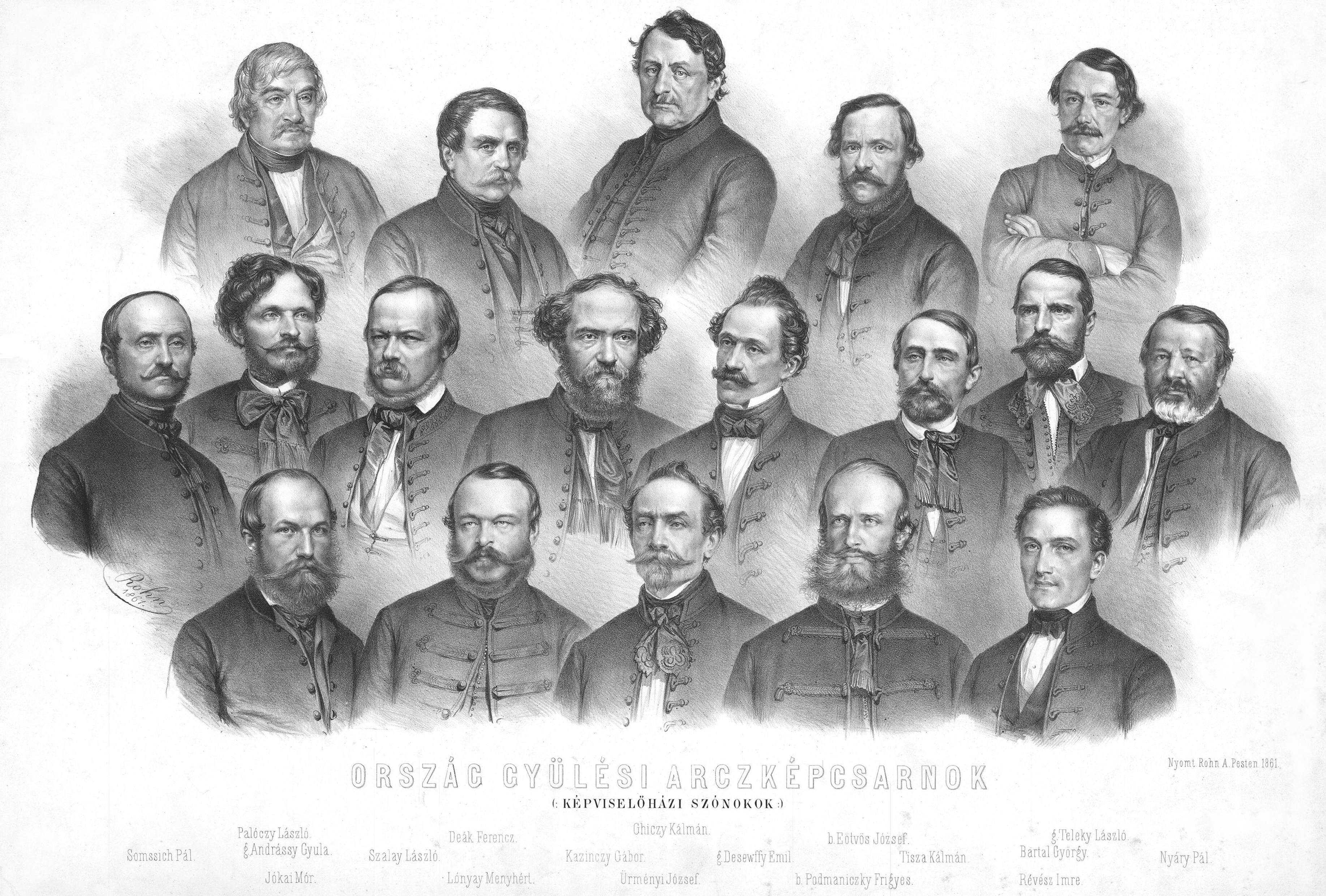
Az 1861-es országgyűlés vezető politikusai. A kép korabeli litográfiás eljárással készült.

1861-től ismét képviselő. Az országgyűlésen többek között az abszolút rendszer pénzügyi politikáját bírálta, ezenfelül Bécsben együttműködött Andrássy Gyulával a kiegyezést segítő munkálatokban. A kiegyezés utáni első, Andrássy Gyula vezette kormányban a pénzügyminiszteri tárcát kapta, melyet 1870. május 21-éig töltött be. Ez idő alatt sikerült a korszerű pénzügyi kezelés helyes rendszerét meghonosítania, és pénzügyünket Ausztriától elkülönítenie.
1870. május 21-én közös pénzügyminiszterré nevezték ki, és székhelyét Bécsbe tette át, ahol megnyerte az uralkodó kegyeit, a királyi ház bizalmát és a királyné szeretetét. I. Ferenc József 1871. augusztus 3-án grófi rangra emelte. V. Ferdinánd király végrendelete végrehajtójául őt szemelték ki; a gödöllői királyi kastély berendezését rá bízták, úgyszintén az olasz–osztrák határviszály kiegyenlítését is, s ő mind e megbízatásokban az udvar legteljesebb megelégedésére járt el.
1871 végén a közös külügyi tárcát átvevő gróf Andrássy Gyula után miniszterelnök, de a kormányra vágyó balközépnek mindinkább élesedő támadásai folytán 1872. december 2-án kénytelen volt lemondani a miniszterelnökségről. Parlamenti helyét megtartotta a Szabadelvű Párt létrejötte után is, melybe ugyan sohasem lépett be, de támogatta azt. Többször tett kísérletet Sennyey báróval szövetkezve Tisza Kálmán megbuktatására, s 1877 februárjában a költségvetési vita alkalmával tartotta utolsó nagy parlamenti beszédét, melyben ebbeli programját kifejtette. A főrendiházban legutolszor 1883-ban szólalt fel, amikor a polgári házasságról szóló törvényjavaslat mellett nyilatkozott.

## Magánélete

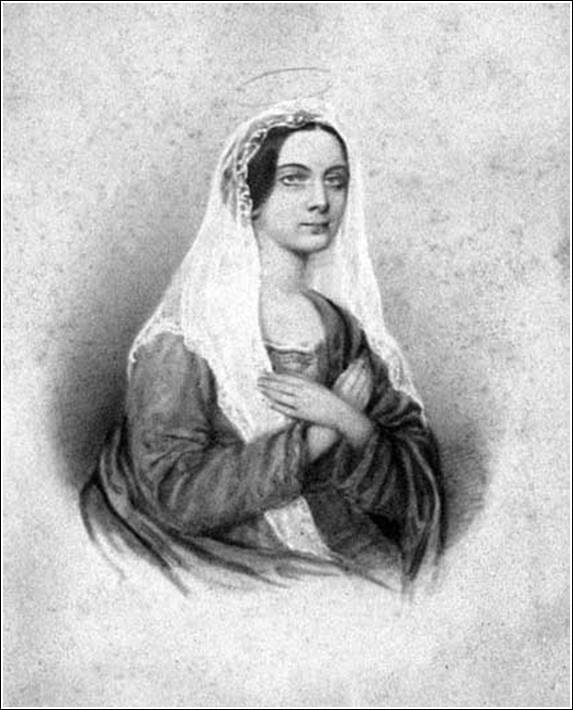
Kappel Emília

Lónyay Menyhért 1845. szeptember 20-án kötött házasságot Kappel Emíliával (1825–1888). Kappel Emília egy dúsgazdag pesti bankár, Kappel Frigyes leánya volt, kezét Petőfi Sándor kérte meg 1845 őszén egy Liszt-koncert után nem sokkal. A házasság később elmaradt. Lónyay Menyhértnek és Kappel Emíliának négy  gyermeke született:
- Béla (1846–1890)
- Menyhért (1849–1884)
- Gábor (1851–1927)
- János (1860–1937).

Az 1870-es évek végén bonyolódott családi ügyei mindinkább elvonták figyelmét a politikától. Sikerült is vagyoni viszonyait rendbe hoznia, és sokféle bonyodalmaiból menekülnie. Kiköltözött a budai vár lejtőjén épített, fényesen berendezett palotájából a Budapest melletti pusztaszentlőrinci birtokára, hol azután haláláig lakott; Szabolcs megyei, zempléni, beregi s erdélyi birtokait rendezte, gazdaságát javította, háztartásában takarékosabb rendszert hozott be, és szabad idejét az elnöklete alatti akadémiának, földhitelintézetnek és a tudományoknak szentelte.

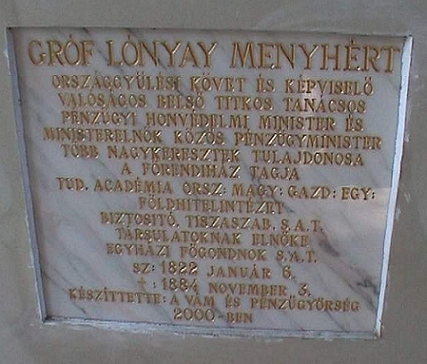
gr. Lónyay Menyhért sírtáblája a lónyai kriptában

Nagy kedvvel foglalkozott az általa rajongva tisztelt gróf Széchenyi István szellemi hagyatékának rendezésével is, mely célra kieszközölte a Magyar Tudományos Akadémiánál, hogy ez a grófnak összes kézirati hagyatékát megvegye Tasner Antalnak, volt titoknokának örököseitől 20,000 Ft-ért. Ő hozta rendbe Csengeryvel együtt a Tudományos Akadémia pénzügyeit, és az intézet anyagi helyzete az ő elnöksége alatt emelkedett annyira, hogy az alapvagyon 1883 végén meghaladta a két millió forintot. Angol pénzemberekkel egyesülve magyar tengerészeti bankot akart alapítani; egy másik konzorciumot arra a célra szándékozott létrehozni, hogy Magyarország összes lápjait és mocsarait kiszáríttassa és művelhetőkké tegye.
Erdélyi, Hunyad megyei regényes birtokán, a Nopcsa családtól szerzett Farkadin nagy terjedelmű vastelepeket fedezvén fel, ennek kiaknázására tett előkészületeket. Mindebben Budapesten 1884. november 3-án bekövetkezett halála gátolta meg. Temetési menete a Magyar Tudományos Akadémia palotájának előcsarnokából történt az uralkodó képviselőjének jelenlétében. Az Akadémiában 1885. május 31-én Trefort Ágoston tartott fölötte emlékbeszédet. A tuzséri családi sírboltban helyezték végső nyugalomra. Mellszobrát a nyíregyházi Megyeháza előtt 2000. augusztus 20-án leplezték le.
A Lipót Rend nagykeresztjének is tulajdonosa volt.

## Akadémiai karrierje
1858. december 15-étől az Magyar Tudományos Akadémia levelező, 1861. december 20-ától tiszteleti tagja, 1866. január 21-étől igazgató, 1866. április 15-étől alelnöke, 1871. május 17-étől pedig elnöke volt. 1880. április 9-és a Budapesti Tudományegyetem államtudományi tiszteletbeli doktorává avatták.

## Munkái
- Hazánk' anyagi érdekeiről. 1. Közlekedési eszközök : 1. Kőutak – 2. Viziutak – 3. Vasutak. (Pest, 1847-48)
- Közügyekről : Nemzetgazdászati újabb dolgozatok. (Pest, 1863)
- Az államvagyonról. (Buda, 1869)
- Lónyay Menyhért nevezetesebb országgyűlési beszédei : Az 1861-1865/8 és 1869/72-diki korszakból. (Pest, 1870)
- Közügyeinkről II. : A bankügy. (Pest, 1873)
- Közügyeinkről : Nézetek Magyarország pénzügyi állapotáról. (Budapest, 1873)
- Gróf Széchenyi István és hátrahagyott iratai. (Budapest, 1875)
- Über unsere Öffentlichen Angelegenheiten : Die Bankfrage. (Budapest, 1875)